# Dugarsürengijn Ojuunbold
Dugarsürengijn Ojuunbold, född 25 december 1957 i Süchbaatar, Mongoliet, död 2002, var en mongolisk brottare som tog OS-brons i bantamviktsbrottning i fristilsklassen 1980 i Moskva.